# Julio Tamussin
Julio Tamussin (Forni Avoltri, 29 aprile 1943 – Bari, 29 dicembre 2015) è stato un lottatore italiano.

## Biografia
Nato a Forni Avoltri, in provincia di Udine, nel 1943, gareggiava nella lotta libera, nella categoria di peso dei pesi massimi (100 kg), membro del Gruppo Sportivo Fiamme Oro.
A 29 anni partecipò ai Giochi olimpici di Monaco di Baviera 1972, nei pesi massimi (100 kg), perdendo ai punti il primo turno contro il polacco Ryszard Długosz, passando il secondo grazie a un bye, ma perdendo il terzo, per superiorità tecnica, con il bulgaro Vasil Todorov.
Agli Europei dello stesso anno a Katowice chiuse sesto.
Nel 1997 fu insignito del titolo di Cavaliere Ordine al merito della Repubblica italiana su proposta della Presidenza del Consiglio dei ministri, allora guidata da Romano Prodi.
Morì nel 2015, a 72 anni.
Alla sua memoria è intitolato un trofeo di skyrunning che si tiene a Collina, frazione del suo paese natale.